# Championnats d'Europe de triathlon
Les championnats d'Europe courte distance de triathlon se sont déroulés pour la première fois en 1985.
Ils se courent sur la distance M (distance olympique) et sont organisés par la Fédération européenne de triathlon (Europe Triathlon).

## Histoire
Créé par la Fédération européenne de triathlon en 1985, et faisant partie d'un cycle de quatre compétitions sur courte, moyenne et longue distance, plus une épreuve par équipe, cette épreuve courte distance porte tout d'abord le nom de championnat d'Europe de triathlon catégorie A. La première édition se déroule le 1er septembre 1985 à  	Immenstadt en Allemagne, elle est remportée par le Hollandais Rob Barel pour les hommes et par l'Allemande Alexandra Kremer pour les femmes.

## Palmarès

### Palmarès hommes
| Année | Lieu                         | Médaille d'or        | Temps           | Médaille d'argent         | Temps           | Médaille de bronze     | Temps           |
| ----- | ---------------------------- | -------------------- | --------------- | ------------------------- | --------------- | ---------------------- | --------------- |
| 2024  | Vichy - France               | Csongor Lehmann      | 1 h 40 min 18 s | Yanis Seguin              | 1 h 40 min 22 s | Casper Stornes         | 1 h 40 min 28 s |
| 2023  | Madrid - Espagne             | David Castro Fajardo | 1 h 48 min 13 s | Jonathan Brownlee         | 1 h 48 min 17 s | Adrien Briffod         | 1 h 48 min 27 s |
| 2022  | Munich - Allemagne           | Léo Bergère          | 1 h 41 min 9 s  | Pierre Le Corre           | 1 h 41 min 17 s | Dorian Coninx          | 1 h 41 min 24 s |
| 2021  | Valence - Espagne            | Dorian Coninx        | 1 h 41 min 3 s  | Roberto Sánchez Mantecón  | 1 h 41 min 22 s | Antonio Serrat Seoane  | 1 h 41 min 41 s |
| 2019  | Weert - Pays-Bas             | Alistair Brownlee    | 1 h 35 min 1 s  | João Pereira              | 1 h 35 min 23 s | Jelle Geens            | 1 h 35 min 56 s |
| 2018  | Glasgow - Écosse             | Pierre Le Corre      | 1 h 47 min 17 s | Fernando Alarza           | 1 h 47 min 28 s | Marten Van Riel        | 1 h 47 min 40 s |
| 2017  | Kitzbühel - Autriche         | João Pereira         | 1 h 45 min 31 s | Raphaël Montoya           | 1 h 45 min 32 s | João Silva             | 1 h 45 min 35 s |
| 2016  | Lisbonne - Portugal          | Javier Gómez         | 1 h 49 min 30 s | Dmitry Polyanskiy         | 1 h 50 min 9 s  | Andrea Salvisberg      | 1 h 50 min 32 s |
| 2015  | Genève - Suisse              | David Hauss          | 1 h 52 min 55 s | Sven Riederer             | 1 h 53 min 13 s | Kristian Blummenfelt   | 1 h 53 min 16 s |
| 2014  | Kitzbühel - Autriche         | Alistair Brownlee    | 1 h 54 min 8 s  | Dmitry Polyanskiy         | 1 h 54 min 35 s | Vicente Hernandez      | 1 h 54 min 39 s |
| 2013  | Alanya - Turquie             | Ivan Vasiliev        | 1 h 42 min 9 s  | Alessandro Fabian         | 1 h 42 min 16 s | Mario Mola             | 1 h 42 min 22 s |
| 2012  | Eilat - Israël               | Javier Gómez         | 1 h 55 min 48 s | Alexander Bryukhankov     | 1 h 56 min 8 s  | Ivan Vasiliev          | 1 h 56 min 42 s |
| 2011  | Pontevedra - Espagne         | Alistair Brownlee    | 1 h 48 min 48 s | Jonathan Brownlee         | 1 h 48 min 55 s | Dmitry Polyanskiy      | 1 h 50 min 9 s  |
| 2010  | Athlone - Irlande            | Alistair Brownlee    | 1 h 44 min 24 s | Javier Gómez              | 1 h 45 min 4 s  | David Hauss            | 1 h 45 min 31 s |
| 2009  | Holten - Pays-Bas            | Javier Gómez         | 1 h 44 min 14 s | Alistair Brownlee         | 1 h 44 min 41 s | Alexander Bryukhankov  | 1 h 44 min 49 s |
| 2008  | Lisbonne - Portugal          | Frédéric Belaubre    | 1 h 53 min 3 s  | Tony Moulai               | 1 h 53 min 23 s | Olivier Marceau        | 1 h 53 min 54 s |
| 2007  | Copenhague - Danemark        | Javier Gómez         | 1 h 51 min 58 s | Jan Frodeno               | 1 h 52 min 15 s | Daniel Unger           | 1 h 52 min 30 s |
| 2006  | Autun - France               | Frédéric Belaubre    | 1 h 56 min 44 s | Cédric Fleureton          | 1 h 57 min 11 s | Andrew Johns           | 1 h 57 min 29 s |
| 2005  | Lausanne - Suisse            | Frédéric Belaubre    | 1 h 55 min 56 s | Cédric Fleureton          | 1 h 56 min 0 s  | Sven Riederer          | 1 h 56 min 10 s |
| 2004  | Valence - Espagne            | Rasmus Henning       | 1 h 48 min 9 s  | Eneko Llanos              | 1 h 48 min 18 s | Daniel Unger           | 1 h 49 min 5 s  |
| 2003  | Karlovy - République tchèque | Iván Raña            | 1 h 56 min 8 s  | Filip Ospalý              | 1 h 56 min 18 s | Martin Krňávek         | 1 h 56 min 37 s |
| 2002  | Győr - Hongrie               | Iván Raña            | 1 h 47 min 46 s | Filip Ospalý              | 1 h 47 min 47 s | Maik Petzold           | 1 h 47 min 49 s |
| 2001  | Karlovy - République tchèque | Filip Ospalý         | 2 h 3 min 55 s  | Iván Raña                 | 2 h 4 min 1 s   | Eric Van der Linden    | 2 h 4 min 20 s  |
| 2000  | Stein - Pays-Bas             | Andrew Johns         | 1 h 54 min 31 s | Reto Hug                  | 1 h 54 min 34 s | Eric Van der Linden    | 1 h 54 min 40 s |
| 1999  | Funchal - Portugal           | Reto Hug             | 1 h 48 min 42 s | Jan Rehula                | 1 h 48 min 51 s | Martin Krňávek         | 1 h 49 min 2 s  |
| 1998  | Velden - Autriche            | Andrew Johns         | 1 h 51 min 9 s  | Jean-Christophe Guinchard | 1 h 51 min 9 s  | Volodymyr Polikarpenko | 1 h 51 min 10 s |
| 1997  | Vuokatti - Finlande          | Spencer Smith        | 2 h 0 min 11 s  | Stephan Vuckovic          | 2 h 0 min 19 s  | José Miguel Barbany    | 2 h 0 min 45 s  |
| 1996  | Szombathely - Hongrie        | Luc Van Lierde       | 1 h 42 min 32 s | Dennis Looze              | 1 h 42 min 38 s | Ralf Eggert            | 1 h 43 min 10 s |
| 1995  | Stockholm - Suède            | Rainer Müller-Hörner | 1 h 46 min 24 s | Luc Van Lierde            | 1 h 47 min 5 s  | Spencer Smith          | 1 h 47 min 28 s |
| 1994  | Eichstätt - Allemagne        | Simon Lessing        | 1 h 50 min 38 s | Ralf Eggert               | 1 h 52 min 33 s | Rainer Müller-Hörner   | 1 h 53 min 37 s |
| 1993  | Echternach - Luxembourg      | Simon Lessing        | 1 h 54 min 4 s  | Thomas Hellriegel         | 1 h 54 min 27 s | Rainer Müller-Hörner   | 1 h 54 min 59 s |
| 1992  | Lommel - Belgique            | Spencer Smith        | 1 h 48 min 37 s | Simon Lessing             | 1 h 49 min 5 s  | Glenn Cook             | 1 h 49 min 15 s |
| 1991  | Genève - Suisse              | Simon Lessing        | 1 h 53 min 24 s | Rob Barel                 | 1 h 54 min 7 s  | Remy Rampteau          | 1 h 54 min 10 s |
| 1990  | Linz - Autriche              | Fons Hamblock        | 1 h 50 min 28 s | Rob Barel                 | 1 h 50 min 45 s | Wolfgang Kattnig       | 1 h 50 min 46 s |
| 1989  | Cascais - Portugal           | Yves Cordier         | 2 h 16 min 59 s | Rob Barel                 | 2 h 22 min 17 s | Jürgen Zäck            | 2 h 22 min 36 s |
| 1988  | Venise - Italie              | Rob Barel            | 2 h 4 min 53 s  | Didier Volckaert          | 2 h 5 min 12 s  | Jochen Basting         | 2 h 7 min 17 s  |
| 1987  | Marseille - France           | Rob Barel            | 2 h 17 min 3 s  | Philippe Méthion          | 2 h 20 min 39 s | Karel Blondeel         | 2 h 22 min 21 s |
| 1986  | Milton Keynes - Royaume-Uni  | Rob Barel            | 2 h 17 min 10 s | Jürgen Zäck               | 2 h 18 min 40 s | Jörg Hoffmann          | 2 h 21 min 50 s |
| 1985  | Immenstadt - Allemagne       | Rob Barel            | 3 h 6 min 2 s   | Klaus Klaeren             | 3 h 7 min 28 s  | Jörg Hoffmann          | 3 h 8 min 7 s   |

### Palmarès femmes
| Année | Lieu                         | Médaille d'or              | Temps           | Médaille d'argent    | Temps           | Médaille de bronze         | Temps           |
| ----- | ---------------------------- | -------------------------- | --------------- | -------------------- | --------------- | -------------------------- | --------------- |
| 2024  | Vichy - France               | Vicky Holland              | 1 h 52 min 35 s | Léonie Périault      | 1 h 52 min 44 s | Alice Betto                | 1 h 53 min 6 s  |
| 2023  | Madrid - Espagne             | Jeanne Lehair              | 1 h 59 min 52 s | Lisa Tertsch         | 1 h 59 min 59 s | Cathia Schär               | 2 h 0 min 12 s  |
| 2022  | Munich - Allemagne           | Non Stanford               | 1 h 52 min 10 s | Laura Lindemann      | 1 h 52 min 19 s | Emma Lombardi              | 1 h 52 min 22 s |
| 2021  | Valence - Espagne            | Julie Derron               | 1 h 51 min 43 s | Annika Koch          | 1 h 52 min 8 s  | Sian Rainsley              | 1 h 52 min 19 s |
| 2019  | Weert - Pays-Bas             | Beth Potter                | 1 h 45 min 44 s | Sandra Dodet         | 1 h 46 min 42 s | Claire Michel              | 1 h 46 min 55 s |
| 2018  | Glasgow - Écosse             | Nicola Spirig              | 1 h 59 min 13 s | Jessica Learmonth    | 1 h 59 min 46 s | Cassandre Beaugrand        | 2 h 0 min 57 s  |
| 2017  | Kitzbühel - Autriche         | Jessica Learmonth          | 1 h 57 min 50 s | Sophie Coldwell      | 1 h 58 min 5 s  | Alice Betto                | 1 h 58 min 31 s |
| 2016  | Lisbonne - Portugal          | India Lee                  | 2 h 4 min 3 s   | Yuliya Yelistratova  | 2 h 4 min 19 s  | Zsófia Kovács              | 2 h 4 min 24 s  |
| 2015  | Genève - Suisse              | Nicola Spirig              | 2 h 7 min 15 s  | Annamaria Mazzetti   | 2 h 8 min 14 s  | Ainhoa Murúa               | 2 h 9 min 16 s  |
| 2014  | Kitzbühel - Autriche         | Nicola Spirig              | 2 h 10 min 24 s | Sophia Saller        | 2 h 10 min 40 s | Annamaria Mazzetti         | 2 h 10 min 58 s |
| 2013  | Alanya - Turquie             | Rachel Klamer              | 1 h 55 min 43 s | Vicky Holland        | 1 h 55 min 45 s | Vendula Frintová           | 1 h 55 min 53 s |
| 2012  | Eilat - Israël               | Nicola Spirig              | 2 h 7 min 11 s  | Ainhoa Murúa         | 2 h 7 min 20 s  | Emmie Charayron            | 2 h 7 min 56 s  |
| 2011  | Pontevedra - Espagne         | Emmie Charayron            | 2 h 4 min 0 s   | Vendula Frintová     | 2 h 5 min 27 s  | Annamaria Mazzetti         | 2 h 5 min 28 s  |
| 2010  | Athlone - Irlande            | Nicola Spirig              | 1 h 57 min 58 s | Carole Péon          | 1 h 58 min 9 s  | Lisa Nordén                | 1 h 58 min 20 s |
| 2009  | Holten - Pays-Bas            | Nicola Spirig              | 1 h 55 min 42 s | Elizabeth May        | 1 h 56 min 10 s | Vanessa Fernandes          | 1 h 56 min 32 s |
| 2008  | Lisbonne - Portugal          | Vanessa Fernandes          | 2 h 5 min 46 s  | Nadia Cortassa       | 2 h 6 min 24 s  | Lisa Nordén                | 2 h 6 min 43 s  |
| 2007  | Copenhague - Danemark        | Vanessa Fernandes          | 2 h 2 min 36 s  | Kate Allen           | 2 h 3 min 21 s  | Nicola Spirig              | 2 h 3 min 24 s  |
| 2006  | Autun - France               | Vanessa Fernandes          | 2 h 10 min 41 s | Anja Dittmer         | 2 h 11 min 48 s | Nadia Cortassa             | 2 h 11 min 54 s |
| 2005  | Lausanne - Suisse            | Vanessa Fernandes          | 2 h 7 min 39 s  | Ana Burgos           | 2 h 8 min 27 s  | Nadia Cortassa             | 2 h 9 min 2 s   |
| 2004  | Valence - Espagne            | Vanessa Fernandes          | 1 h 56 min 51 s | Kate Allen           | 1 h 57 min 31 s | Pilar Hidalgo              | 1 h 58 min 8 s  |
| 2003  | Karlovy - République tchèque | Ana Burgos                 | 1 h 56 min 51 s | Nadia Cortassa       | 1 h 57 min 31 s | Kathleen Smet              | 1 h 58 min 8 s  |
| 2002  | Győr - Hongrie               | Kathleen Smet              | 1 h 59 min 5 s  | Leanda Cave          | 1 h 59 min 9 s  | Christiane Pilz            | 1 h 59 min 25 s |
| 2001  | Karlovy - République tchèque | Michelle Dillon            | 2 h 20 min 1 s  | Kathleen Smet        | 2 h 20 min 7 s  | Annaleah Emmerson          | 2 h 20 min 15 s |
| 2000  | Stein - Pays-Bas             | Kathleen Smet              | 2 h 6 min 48 s  | Magali Messmer       | 2 h 7 min 22 s  | Julie Dibens               | 2 h 8 min 54 s  |
| 1999  | Funchal - Portugal           | Anja Dittmer               | 2 h 1 min 7 s   | Magali Messmer       | 2 h 1 min 15 s  | Sian Brice                 | 2 h 1 min 42 s  |
| 1998  | Velden - Autriche            | Wieke Hoogzaad             | 2 h 4 min 30 s  | Ingrid Van Lubek     | 2 h 4 min 35 s  | Stephanie Forrester        | 2 h 4 min 41 s  |
| 1997  | Vuokatti - Finlande          | Natascha Badmann           | 2 h 13 min 34 s | Virginia Berasategui | 2 h 13 min 48 s | Suzanne Nielsen            | 2 h 15 min 1 s  |
| 1996  | Szombathely - Hongrie        | Suzanne Nielsen            | 1 h 59 min 29 s | Mieke Suys           | 2 h 0 min 47 s  | Sophie Delemer             | 2 h 1 min 15 s  |
| 1995  | Stockholm - Suède            | Isabelle Mouthon-Michellys | 1 h 59 min 32 s | Natascha Badmann     | 2 h 1 min 12 s  | Suzanne Nielsen            | 2 h 2 min 20 s  |
| 1994  | Eichstätt - Allemagne        | Sonja Krolik               | 2 h 2 min 51 s  | Simone Westhoff      | 2 h 5 min 22 s  | Isabelle Mouthon-Michellys | 2 h 5 min 58 s  |
| 1993  | Echternach - Luxembourg      | Simone Westhoff            | 2 h 8 min 58 s  | Simone Mortier       | 2 h 10 min 17 s | Lydie Reuze                | 2 h 10 min 51 s |
| 1992  | Lommel - Belgique            | Sonja Krolik               | 2 h 2 min 47 s  | Lone Larsen          | 2 h 3 min 43 s  | Ute Schäfer                | 2 h 4 min 8 s   |
| 1991  | Genève - Suisse              | Isabelle Mouthon-Michellys | 2 h 7 min 52 s  | Simone Mortier       | 2 h 8 min 39 s  | Sonja Krolik               | 2 h 9 min 16 s  |
| 1990  | Linz - Autriche              | Thea Sybesma               | 2 h 4 min 0 s   | Simone Mortier       | 2 h 5 min 4 s   | Isabelle Mouthon-Michellys | 2 h 7 min 35 s  |
| 1989  | Cascais - Portugal           | Simone Mortier             | 2 h 16 min 59 s | Kirsten Ullrich      | 2 h 22 min 17 s | Sarah Springman            | 2 h 22 min 36 s |
| 1988  | Venise - Italie              | Sarah Springman            | 2 h 4 min 53 s  | Dolorita Gerber      | 2 h 5 min 12 s  | Pernille Svarre            | 2 h 7 min 17 s  |
| 1987  | Marseille - France           | Sarah Coope                | 2 h 17 min 3 s  | Sarah Springman      | 2 h 20 min 39 s | Chantal Malherbe           | 2 h 22 min 21 s |
| 1986  | Milton Keynes - Royaume-Uni  | Lieve Paulus               | 2 h 17 min 10 s | Sarah Springman      | 2 h 17 min 40 s | Sarah Coope                | 2 h 21 min 50 s |
| 1985  | Immenstadt - Allemagne       | Alexandra Kremer           | 3 h 6 min 2 s   | Anna-Lena Fritzon    | 3 h 7 min 28 s  | Sarah Coope                | 3 h 8 min 7 s   |

### Classements par nation
| Rang | Nation      | 1er | 2e | 3e | Total |
| ---- | ----------- | --- | -- | -- | ----- |
| 1    | Royaume-Uni | 8   | 6  | 8  | 22    |
| 2    | Suisse      | 8   | 4  | 2  | 14    |
| 3    | Allemagne   | 6   | 10 | 3  | 19    |
| 4    | Portugal    | 5   |    | 1  | 6     |
| 5    | France      | 3   | 3  | 8  | 14    |
| 6    | Belgique    | 3   | 2  | 2  | 7     |
| 7    | Pays-Bas    | 3   | 1  |    | 4     |
| 8    | Espagne     | 1   | 3  | 2  | 6     |
| 9    | Danemark    | 1   | 1  | 3  | 5     |
| 10   | Luxembourg  | 1   | 1  |    | 2     |
| 11   | Italie      |     | 3  | 6  | 9     |
| 12   | Autriche    |     | 2  |    | 2     |
| 13   | Suède       |     | 1  | 2  | 3     |
| 14   | Tchéquie    |     | 1  | 1  | 2     |
| 15   | Ukraine     |     | 1  |    | 1     |
| 16   | Hongrie     |     |    | 1  | 1     |

| Rang | Nation      | 1er | 2e | 3e | Total |
| ---- | ----------- | --- | -- | -- | ----- |
| 1    | Royaume-Uni | 11  | 4  | 3  | 18    |
| 2    | France      | 8   | 7  | 3  | 18    |
| 3    | Espagne     | 7   | 5  | 4  | 16    |
| 4    | Pays-Bas    | 4   | 4  | 2  | 10    |
| 5    | Belgique    | 2   | 2  | 3  | 7     |
| 6    | Allemagne   | 1   | 6  | 10 | 17    |
| 7    | Suisse      | 1   | 3  | 4  | 8     |
| 8    | Russie      | 1   | 3  | 3  | 7     |
| 9    | Tchéquie    | 1   | 3  | 2  | 6     |
| 10   | Portugal    | 1   | 1  | 1  | 3     |
| 11   | Danemark    | 1   |    |    | 1     |
| 11   | Hongrie     | 1   |    |    | 1     |
| 13   | Italie      |     | 1  |    | 1     |
| 14   | Norvège     |     |    | 2  | 2     |
| 15   | Autriche    |     |    | 1  | 1     |
| 15   | Ukraine     |     |    | 1  | 1     |

## Palmarès U23
| Année | Médaille d'or        | Médaille d'argent      | Médaille de bronze       | Médaille d'or            | Médaille d'argent          | Médaille de bronze |
| ----- | -------------------- | ---------------------- | ------------------------ | ------------------------ | -------------------------- | ------------------ |
|       | Hommes               | Hommes                 | Hommes                   | Femmes                   | Femmes                     | Femmes             |
| 2019  | Ben Dijkstra         | Javier Lluch Perez     | Gabriel Sandör           | Lisa Tertsch             | Pauline Landron            | Valentina Riasova  |
| 2018  | Max Studer           | Jannik Schaufler       | Roberto Sánchez Mantecón | Julie Derron             | Cecilia Santamaria Surroca | Olivia Mathias     |
| 2017  | Bence Bicsák         | Sylvain Fridelance     | Márk Dévay               | Georgia Taylor-Brown     | Zsanett Bragmayer          | Sian Rainsley      |
| 2016  | David Castro Fajardo | Dario Chitti           | Shachar Sagiv            | Angelica Olmo            | Sophie Coldwell            | Ekaterina Matiukh  |
| 2015  | David Castro Fajardo | Marc Austin            | Delian Stateff           | Lucy Hall                | Ilaria Zane                | Melanie Santos     |
| 2014  | Gordon Benson        | Vicente Hernandez      | Pedro Mendes             | Elena Danilova           | Léonie Périault            | Sofie Hooghe       |
| 2013  | Florin Salvisberg    | Jelle Geens            | Vicente Hernandez        | Lois Rosindale           | Rachel Klamer              | Arina Shulgina     |
| 2012  | Pierre Le Corre      | Richard Varga          | Thomas Bishop            | Alexandra Cassan-Ferrier | Alexandra Razarenova       | Elena Danilova     |
| 2011  | João Silva           | Davide Uccellari       | Igor Polyansky           | Alexandra Razarenova     | Mariya Shorets             | Liubov Polyanskaya |
| 2010  | João Silva           | Jonathan Brownlee      | Alexander Bryukhankov    | Agnieszka Jerzyk         | Yuliya Yelistratova        | Annamaria Mazzetti |
| 2009  | Dmitry Polyansky     | Alessandro Fabian      | Alexander Bryukhankov    | Yuliya Yelistratova      | Jodie Stimpson             | Emmie Charayron    |
| 2008  | João Silva           | Miguel Arraiolos       | Dmitry Polyansky         | Vanessa Fernandes        | Yuliya Yelistratova        | Jeanne Collonge    |
| 2007  | Ritchie Nicholls     | Alexander Bryukhankov  | Charles Rusterholz       | Rosie Clarke             | Renata Koch                | Camille Cierpik    |
| 2006  | William Clarke       | Oliver Freeman         | Balazs Pocsai            | Vanessa Fernandes        | Virginie Jouve             | Elizabeth May      |
| 2005  | Ruedi Wild           | Valentin Meshcheryakov | Ivan Vasiliev            | Vanessa Fernandes        | Nicola Spirig              | Helen Jenkins      |

## Palmarès juniors
| Année | Médaille d'or         | Médaille d'argent       | Médaille de bronze        | Médaille d'or        | Médaille d'argent  | Médaille de bronze  |
| ----- | --------------------- | ----------------------- | ------------------------- | -------------------- | ------------------ | ------------------- |
|       | Hommes                | Hommes                  | Hommes                    | Femmes               | Femmes             | Femmes              |
| 2019  | Paul Georgenthum      | Boris Pierre            | Ricardo Batista           | Beatrice Mallozzi    | Nora Gmür          | Magdalena Früh      |
| 2018  | Vetle Bergsvik Thorn  | Tim Hellwig             | Csongor Lehmann           | Pauline Landron      | Magdalena Früh     | Jessica Fullagar    |
| 2017  | Vasco Vilaça          | Javier Lluch Perez      | Csongor Lehmann           | Kate Waugh           | Sif Bendix Madsen  | Jessica Fullagar    |
| 2016  | Javier Lluch Perez    | Samuel Dickinson        | Emil Deleuran Hansen      | Cassandre Beaugrand  | Lisa Tertsch       | Lena Meißner        |
| 2015  | Lasse Lührs           | Ignacio Gonzalez Garcia | Ben Dijkstra              | Laura Lindemann      | Jeanne Lehair      | Lena Meißner        |
| 2014  | Raphaël Montoya       | Antonio Serrat Seoane   | Maxime Hueber-Moosbrugger | Laura Lindemann      | Audrey Merle       | Cassandre Beaugrand |
| 2013  | Dorian Coninx         | Raphaël Montoya         | Marc Austin               | Georgia Taylor-Brown | Laura Lindemann    | Angelica Olmo       |
| 2012  | Matthias Steinwandter | Delian Stateff          | Kristian Blummenfelt      | Georgia Taylor-Brown | Léonie Périault    | Sarah Wilm          |
| 2011  | Justus Nieschlag      | Jelle Geens             | Matthias Steinwandter     | Hanna Philippin      | Eszter Dudas       | Eszter Pap          |
| 2010  | Vicente Hernandez     | Andrey Bryukhankov      | Vyacheslav Pimenov        | Annika Vössing       | Lucy Chittenden    | Justine Guérard     |
| 2009  | Jonathan Brownlee     | Mario Mola              | Anton Kozlov              | Emmie Charayron      | Rachel Klamer      | Vicky Graves        |
| 2008  | Vincent Luis          | João Silva              | Jonathan Brownlee         | Emmie Charayron      | Kirsty Mcwilliam   | Anais Moniz         |
| 2007  | Alistair Brownlee     | Aurélien Raphaël        | João Silva                | Hollie Avil          | Rebecca Robisch    | Kirsty Mcwilliam    |
| 2006  | Aurélien Raphaël      | Alexander Bryukhankov   | Alistair Brownlee         | Anais Moniz          | Jeanne Collonge    | Rebecca Robisch     |
| 2005  | Oliver Freeman        | Sebastian Rank          | Jonathan Zipf             | Daniela Ryf          | Charlotte Bonin    | Rosie Clarke        |
| 2004  | Oliver Freeman        | William Clarke          | Valentin Meshcheryakov    | Daniela Ryf          | Zsófia Kovács      | Charlotte Bonin     |
| 2003  | Peter Croes           | Thomas Springer         | Oliver Freeman            | Vanessa Fernandes    | Anna Boykova       | Marta Jimenez       |
| 2002  | Peter Croes           | Laurent Vidal           | Andreas Giglmayr          | Wendy De Boer        | Marion Lorblanchet | Vanessa Fernandes   |
| 2001  | Sven Riederer         | Sylvain Sudrie          | Peter Croes               | Jodie Swallow        | Nicola Spirig      | Ricarda Lisk        |
| 2000  | Steffen Justus        | Frédéric Belaubre       | Leonid Ivanov             | Jodie Swallow        | Henrietta Freeman  | Aniko Gog           |
| 1999  | Iván Raña             | Raul Cordoba            | Christian Weimer          | Nicola Spirig        | Marianne Braun     | Delphine Py-Bilot   |
| 1998  | Clemente Alonso       | Tim Don                 | Guillaume Dechavanne      | Beth Thomson         | Jana Jiroušková    | Joelle Franzmann    |
| 1997  | Ralph Zeetsen         | Stefan Kink             | Andriy Glushchenko        | Joelle Franzmann     | Heidi Sessner      | Nina Fischer        |
| 1995  | Ralph Zeetsen         | Yannick Bourseaux       | Andreas Raelert           | Marie Overbye        | Anja Dittmer       | Katrin Helmcke      |